# آگوستین اسکار روسی

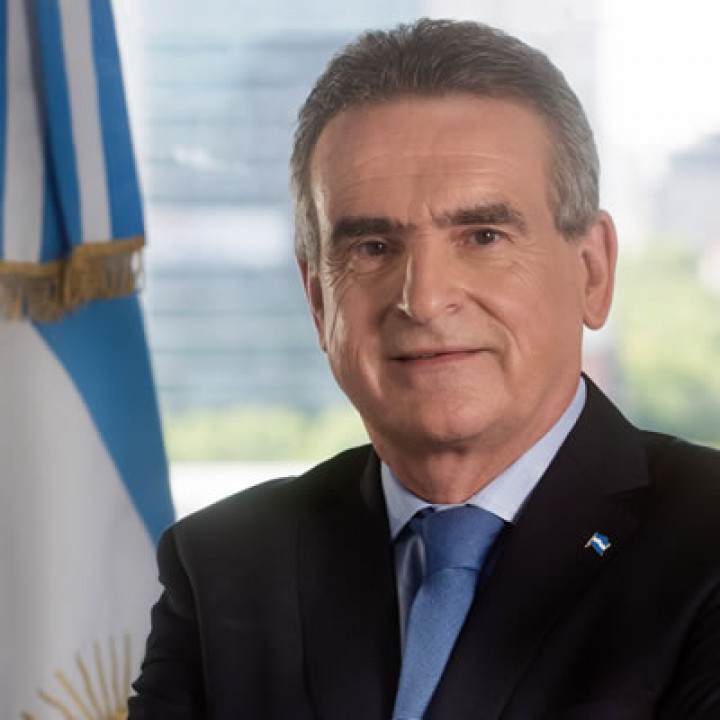

آگوستین اسکار روسی (ورا، استان سانتافه؛ ۱۸ اکتبر ۱۹۵۹) یک مهندس و سیاستمدار آرژانتینی است. او بین سال‌های ۲۰۱۹ تا ۲۰۲۱ به عنوان وزیر دفاع کشور آرژانتین تحت ریاست آلبرتو فرناندز خدمت کرد. سمتی که قبلاً بین مه ۲۰۱۳ و دسامبر ۲۰۱۵ در دولت کریستینا فرناندز دی کرشنر نیز به عهده داشت. او در شهر ورا در شمال استان سانتافه در ۱۸ اکتبر ۱۹۵۹ به دنیا آمد. در سن ۱۸ سالگی، در سال ۱۹۷۷ در رشته مهندسی عمران دانشکده مهندسی و علوم دقیق دانشگاه ملی روزاریو پذیرفته شد.